# Lacunaria jenmanii
Lacunaria jenmanii är en tvåhjärtbladig växtart. Lacunaria jenmanii ingår i släktet Lacunaria och familjen Ochnaceae.

## Underarter
Arten delas in i följande underarter:
- L. j. jenmanii
- L. j. subsessilis